# Silnice II/129
II/129 je silnice 2. třídy, jenž se nachází v okrese Pelhřimov a spojuje města Pacov a Humpolec. Pro Pacov je to též hlavní spojovací komunikace se silnicí I/19, která vede do Tábora. Celková délka silnice II/129 je 38,039 km.

## Vedení silnice
| Kraj      | km     |
| --------- | ------ |
| Jihočeský | 0,608  |
| Vysočina  | 37,431 |

### Okres Tábor – Kraj Jihočeský
- celková délka 0,608 km

Silnice začíná na křižovatce se silnicí I/19 (Tábor/Pelhřimov) a po 608 metrech přechází hranice okresů Tábor/Pelhřimov.

| Místo | km    | Cíl             | Poznámka                         |
| ----- | ----- | --------------- | -------------------------------- |
|       | 0,000 | Tábor/Pelhřimov | vyústění                         |
|       | 0,608 |                 | hranice okresů Tábor / Pelhřimov |

### Okres Pelhřimov – Kraj Vysočina
- celková délka 37,431 km
- mostů: 9 

Na hranicích Jihočeského Kraje silnice II/129 přichází do okresu Pelhřimov. Prochází obcí Cetoraz a v Pacově zaúsťuje do silnice II/128. Na druhém konci města z ní vyúsťuje a prochází obcemi Březina a Hořepník. Následně zaúsťuje do silnice II/112, ze které v Křelovicích opět vyúsťuje. Před Želivem vede přes tři mosty přes řeku Želivku. Následuje průtah Želivem a Petrovicemi. Před Humpolcem pak přechází po mostě dálnici D1 a v Humpolci zaúsťuje do silnice I/34 (E551).

| Místo     | km     | Cíl                        | Poznámka                         |
| --------- | ------ | -------------------------- | -------------------------------- |
|           | 0,608  |                            | hranice okresů Pelhřimov / Tábor |
|           | 1,931  | III/1291 Hrobská Zahrádka  |                                  |
| Cetoraz   | 4,574  | III/1292 Bedřichov/Obrataň |                                  |
| Pacov     | 7,851  | ul. Žižkova                | zaústění                         |
| Pacov     | 7,851  | ul. Myslíkova              | vyústění                         |
|           | 10,349 | III/12913 Roučkovice       |                                  |
|           | 13,955 | III/12914 Přáslavice       |                                  |
|           | 14,434 | III/12915 Lesná            |                                  |
| Hořepník  | 17,239 | III/12916 Radějov          |                                  |
| Hořepník  | 17,285 | III/12917 Bořetice         |                                  |
|           | 19,831 | III/12920a Arneštovice     |                                  |
|           | 22,912 | Křelovice/Košetice         |                                  |
| Křelovice | 22,912 | Košetice/Červená Řečice    |                                  |
| Křelovice | 23,266 | Senožaty                   |                                  |
|           | 25,178 | III/12921 Poříčí           |                                  |
|           | 26,121 | III/12922 Bolechov         |                                  |
| Želiv     | 27,651 | III/12927 Brtná            |                                  |
|           | 28,872 | III/12928 Vitice           |                                  |
|           | 29,813 | III/12931 Vřesník          |                                  |
|           | 30,366 | III/12932 Lískovice        |                                  |
| Humpolec  | 37,000 | Čejov                      |                                  |
| Humpolec  | 37,676 | III/12924 Hněvkovice       |                                  |
| Humpolec  | 38,039 | Pelhřimov/Havlíčkův Brod   | zaústění                         |